# نايت لايف (لعبة فيديو)
نايت لايف (باليابانية : ナ イ ト ラ イ フ) هي لعبة محاكاة جنسية مُصممة من قبل شركة كويي اليابانية،  وتم إصدارها لسلسلة الحواسيب PC-8801 في شهر أبريل لعام 1982.
وتعد هي واحدة من أقدم ألعاب الفيديو الجنسية اليابانية التجارية، والتي تضم محتوي جنسي صريح، وتعد هي المقدمة لنوع إيروجي الحديث. تم تسويق لعبة نايت لايف كعامل مساعد للحياة الجنسية للأزواج. وتضمن ميزات مثل جدول زمني لتحديد الدورة الشهرية، وفهرس للمواقف الجنسية.